# Servanin

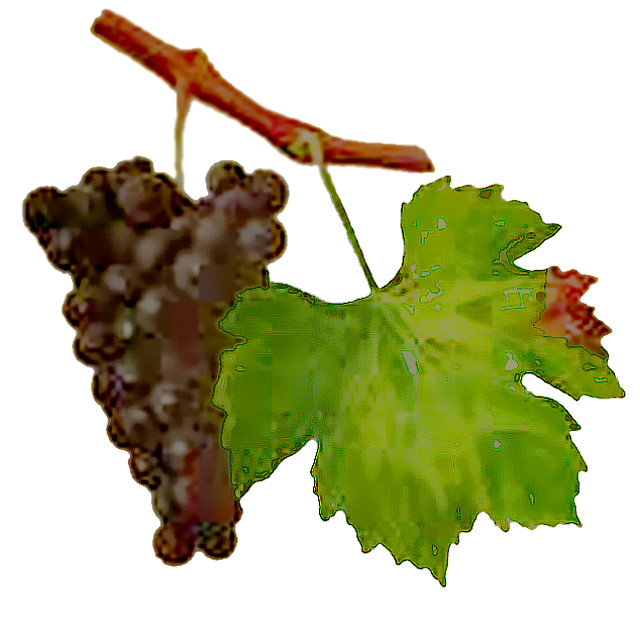
Servanin im Buch von Viala & Vermorel

Servanin ist eine  Rotweinsorte. Sie wird im französischen Weinbaugebiet Savoie angebaut. In der Appellation Vin de Savoie zählt sie zu den zugelassenen Nebensorten. Zugelassen ist sie im Département Isère. Die bestockte Rebfläche ging von fast 380 Hektar im Jahr 1958 auf nur noch 10 Hektar im Jahr 1988 zurück.
Trotz eines ähnlichen Synonyms ist die Sorte nicht mit dem Servagnin de Morges von bei Morges im Kanton Waadt zu verwechseln, bei dem es sich lediglich um einen Klon des Spätburgunders handelt.

## Ampelographische Sortenmerkmale
In der Ampelographie wird der Habitus folgendermaßen beschrieben:
- Die Triebspitze ist offen. Sie ist weißwollig behaart mit karminrotem Anflug. Die bronzefarben gefleckten Jungblätter sind spinnwebig behaart.
- Die Blätter sind dreilappig und mäßig gebuchtet. Die Stielbucht ist weit U- förmig offen. Das Blatt ist stumpf gezahnt. Die Zähne sind im Vergleich der Rebsorten eng gesetzt. Die Blattoberfläche (auch Spreite genannt) ist  feinblasig derb.
- Die kegel- bis walzenförmige Traube ist klein bis mittelgroß und dichtbeerig. Die elliptischen Beeren sind klein und von tief violet-schwarzer Farbe.

Die Rebsorte reift ca. 20 Tage nach dem Gutedel und ist somit im internationalen Vergleich noch früh reifend. Gegenüber dem Echten und Falschen Mehltau ist sie mäßig resistent.

## Synonyme
Die Rebsorte Servanin ist auch unter den Namen Martelet, Persagne Douce, Petite Mondeuse, Salagnin, Sérène, Servagin, Servagneien, Servagnie, Servagnien, Servagnien des Avenières, Servagnin, Servanien und Servanit bekannt.